# 伊拉克革命指挥委员会
伊拉克革命指挥委员会（阿拉伯语：‎）是1968年7月17日革命後成立的伊拉克復興黨政權的最终决策机构。它在伊拉克国内行使行政權和立法权，該委員會的主席和副主席由委员会的三分之二成員选出。伊拉克革命指挥委员会主席同時兼任伊拉克总统，然后他還可以指定一人擔任副总统。 2003年伊拉克戰爭爆發美國攻佔伊拉克後，保罗·布雷默根据联盟驻伊拉克临时管理当局联军临时管理当局第2号命令正式解散了伊拉克革命指挥委员会。